# Wapen van Egmond
Het wapen van Egmond werd op 25 augustus 1978 door de Hoge Raad van Adel aan de gemeente Egmond toegekend. Het is gebaseerd op het persoonlijke wapen van Karel van Gelre. Het wapen heeft tot 2001 dienstgedaan. In 2001 ging de gemeente op in de nieuwe gemeente Bergen. Om het wapen van Egmond in dat wapen terug te laten komen is ook dat wapen voorzien van kepers.

## Blazoen
Het blazoen van het wapen luidde als volgt:
Gekeperd van twaalf stukken, goud en keel. Het schild gedekt met een gouden kroon van vijf bladeren en gehouden door twee leeuwen van goud, getongd en genageld van keel.
Het wapen bestaat uit twaalf kepers afwisselend goud of rood van kleur.  Het schild wordt gedekt door een gouden kroon van vijf bladeren. Twee leeuwen houden het schild vast. De leeuwen zijn goud van kleur en hebben tongen en nagels welke rood van kleur zijn. Op het schild staat een markiezenkroon.

## Geschiedenis
In 950 na Christus werd een nonnenklooster gesticht waar nu Egmond ligt. In de 12e eeuw groeide de abdij uit tot een gebied met een hoeve en een kasteel. Rond het jaar 1200 namen de eigenaren van het kasteel de naam Egmont aan. Het gebied breidde zich uit en werd later tot een van de machtigste graafschappen van Holland.
Egmond ontstond uit een fusie tussen de gemeenten Egmond-Binnen en Egmond aan Zee. Na de fusie vroeg de nieuwe gemeente een wapen aan vergelijkbaar met het uiteindelijk verleende wapen. Het wapen had geen kroon of schildhouders en heraldisch rechtsboven zou een vrijkwartier, voorstellende het wapen van Wimmenum, moeten komen. Dit voorgestelde wapen werd niet verleend omdat het wapen van Wimmenum nooit officieel is verleend en de plaats ook niet van historisch belang is geweest voor Egmond. De Hoge Raad van Adel kwam met een tegenvoorstel dat op 25 augustus 1978 aan de gemeente toegekend werd, het is gebaseerd op het wapen van de graven van Egmond. De Hoge Raad van Adel kwam met dit voorstel omdat de Raad van mening was dat de gemeente vernoemd naar het graafschap en eveneens gelegen op het gebied van het graafschap, om die reden werd aangeraden om het oude wapen over te nemen, met een markiezenkroon en de schildhouders. Burgemeester A.G. Bakker verzocht op 23 juni 1978 namens de gemeente om bovenstaand wapen met gewone leeuwen, maar kreeg aanziende leeuwen. Leeuwen die in aanziende positie staan kijken naar de toeschouwer in plaats van naar het wapen. Op 25 november werd deze fout rechtgezet en kreeg de gemeente Egmond de juiste schildhouders alsnog bij haar wapen. In het register van de Hoge Raad van Adel is alleen de correcte tekening opgenomen.
Na het opheffen van de gemeente Egmond en het vormen van de gemeente Bergen is het wapen niet langer in gebruik. Om toch het oude wapen van Egmond terug te laten komen is het nieuwe wapen eveneens gekeperd. De merletten van het oude wapen van Bergen en van het wapen van Schoorl komen eveneens terug in het nieuwe wapen.

## Vergelijkbare wapens
De volgende wapens zijn op historische gronden te vergelijken met het wapen van dat van de gemeente Egmond:

Het wapen van het huis Egmont
Het wapen van Egmond aan Zee
Het wapen van Egmond-Binnen
Het uiteindelijk verleende wapen van Harenkarspel met de kepers van Egmond uit het wapen van Warmenhuizen
Het wapen van Langedijk
Het wapen van Maassluis
Het  oude wapen van Maassluis
Het wapen van Oud-Beijerland
Het  oude wapen van Oud-Beijerland
Het wapen van Den Helder
Het wapen van Warmenhuizen
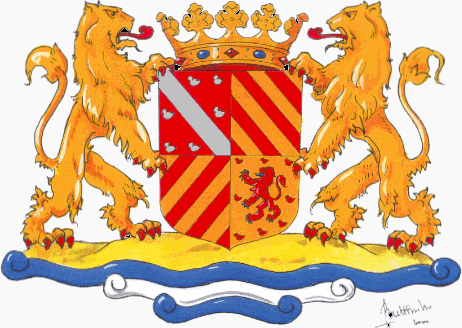
Het voor de gemeente Bergen voorgestelde wapen met in twee delen het wapen van Egmond.
Het uiteindelijk verleende wapen van Bergen met de kepers van Egmond.
Teding van Berkhout